# A. Schütz & Co.

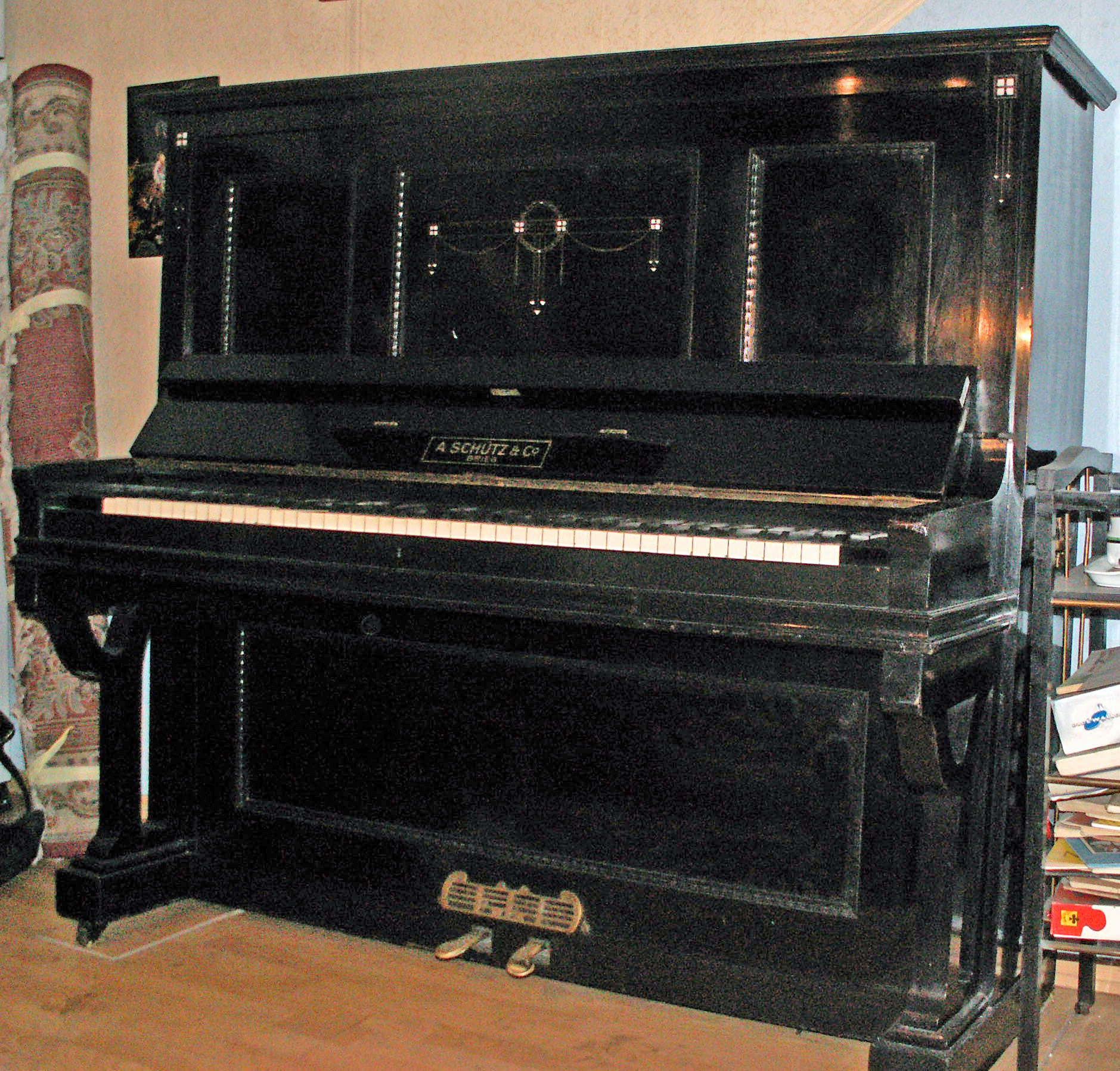
Pianino A. Schütz & Co. Brieg

A. Schütz & Co. – wytwórnia fortepianów i pianin w Brzegu (niem. Brieg).

## Historia
Wytwórnia została założona w 1870 r. przez Antona Schütza. W 1874 r. przeniesiono ją do Brzegu, gdzie powstał nowy zakład, którego współwłaścicielami byli Klose i Scholz. Po nieporozumieniach ze wspólnikami w 1885 r. Schütz zbudował nową fabrykę także w Brzegu.
9 stycznia 1893 r. firma (spółka jawna, OHG) została rozwiązana, a jej jedynym właścicielem został Anton Schütz, który prowadził ją dalej pod tą samą nazwą. W 1900 r. jako właścicielka występowała wdowa po założycielu, a prokurentem był zięć założyciela – Albert Ciossek. Od 1903 r. właścicielami zostali spadkobiercy Antona Schütza. Od około 1903 roku firma wprowadziła także handel pianin i fisharmonii. Od 10 marca 1906 r. istniała filia fabryki w Gliwicach, a na przełomie 1909/1910 r. przy firmie M. Zur w Bytomiu powstał magazyn fabryczny. Przy wytwórni istniał także skład fortepianów, pianin i fisharmonii, produkowano także klawiatury. Na wystawie przemysłowo-rzemieślniczej we Wrocławiu w 1881 roku prezentowano dwa pianina, podobnie w 1892 na wystawie świdnickiej – dwa pianina i klawiaturę, za które wytwórnia otrzymała brązowy medal.
Fabryka istniała do II wojny światowej, a po wojnie przez krótki czas w Lubece, prawdopodobnie już tylko jako skład fortepianów.
Zarekwirowane przez celników pianino z wytwórni A. Schütz & Co. zostało przekazane do Zamku w Brzegu.

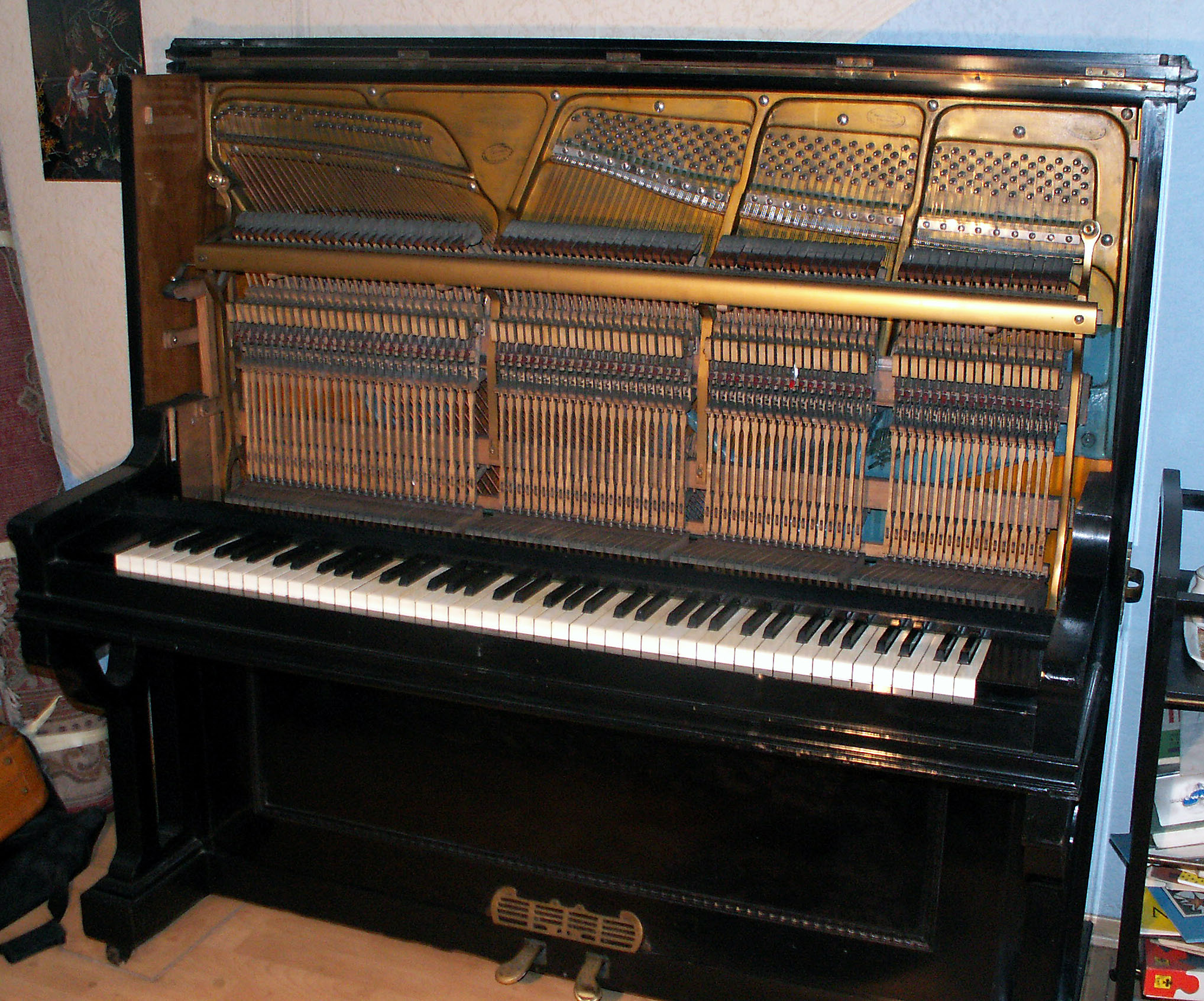
Wnętrze pianina A. Schütz & Co. Brieg
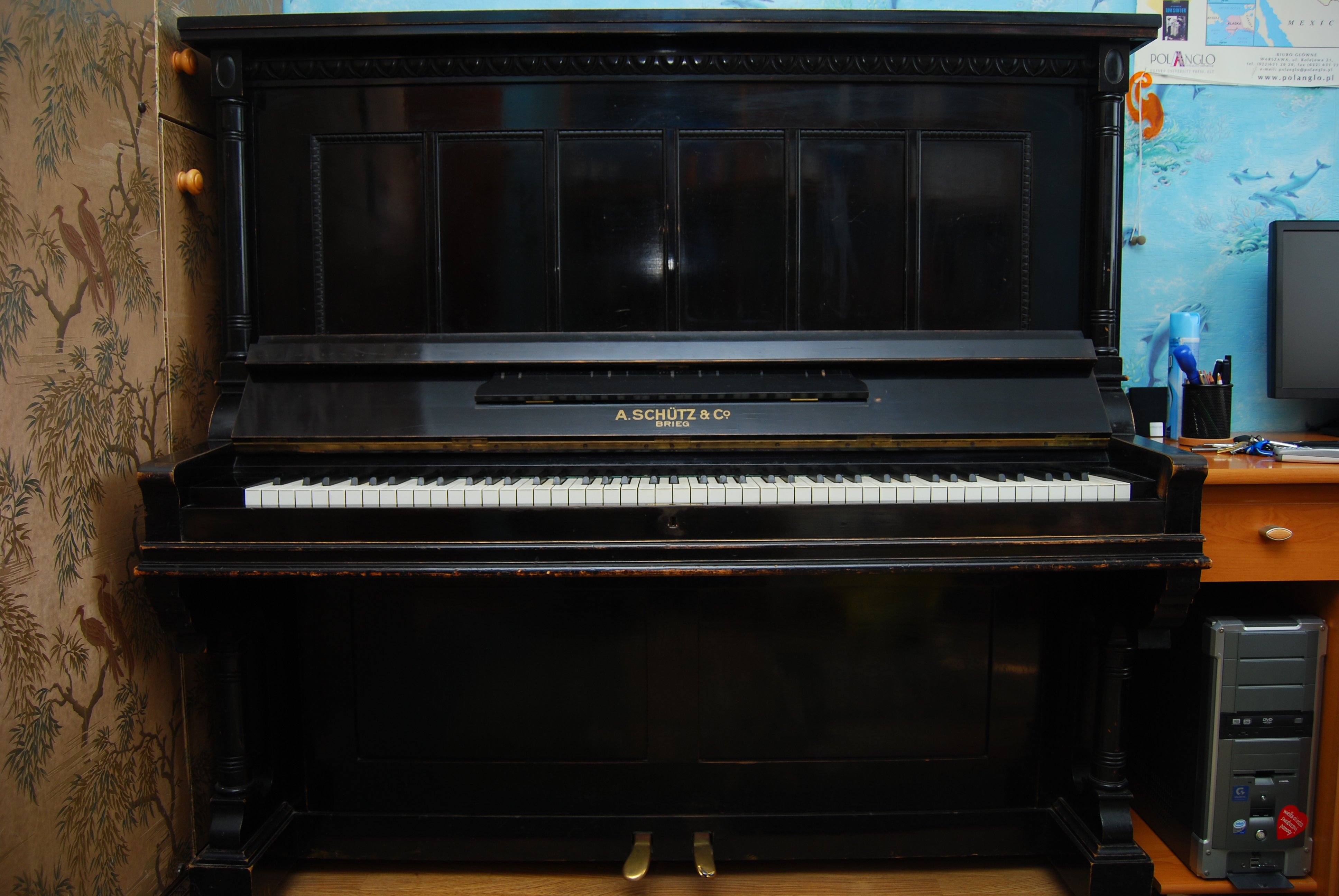
Pianino A. Schütz & Co. Brieg
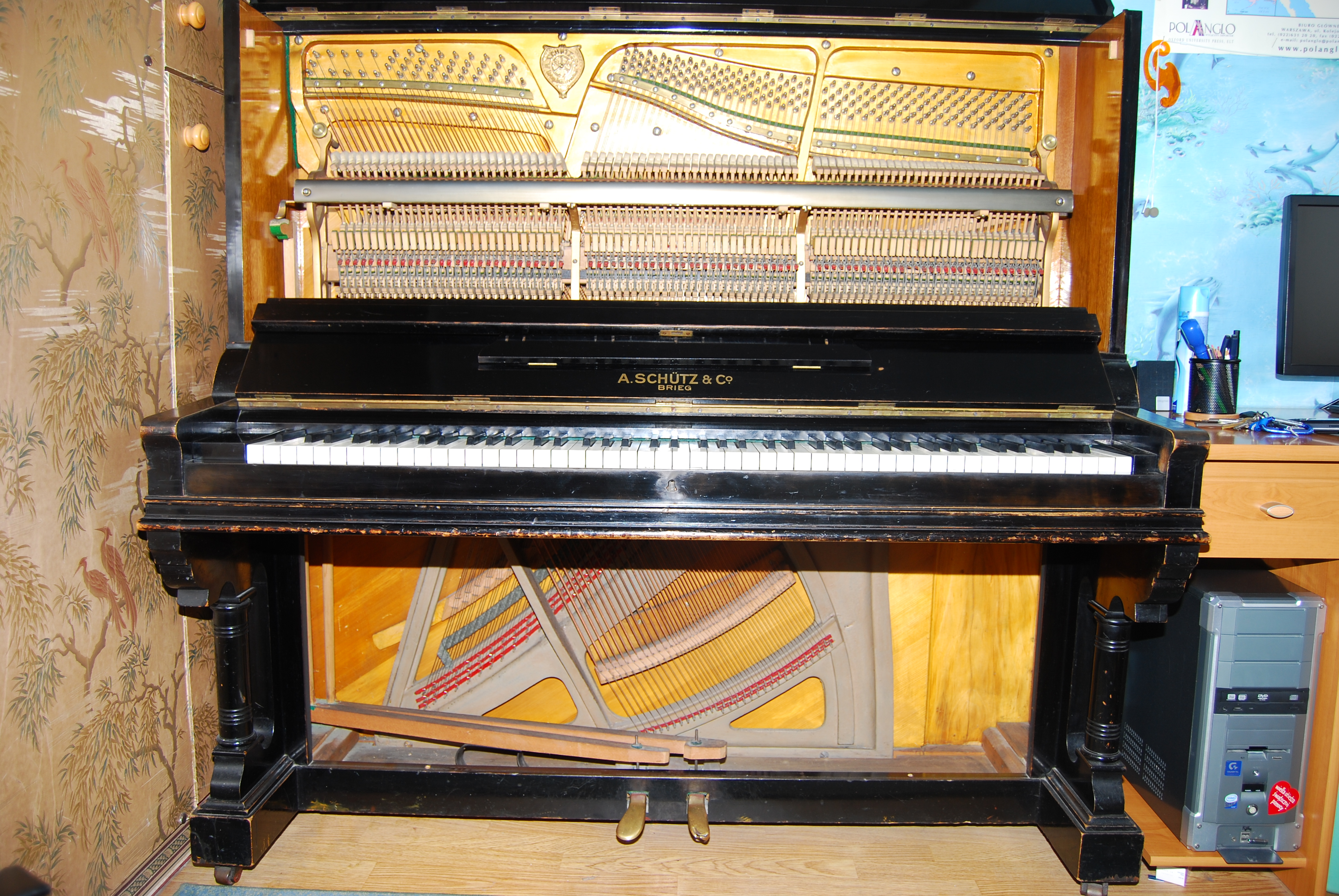
Wnętrze pianina A. Schütz & Co. Brieg